# Burbage (Leicestershire)
Pour les articles homonymes, voir Burbage.
Burbage est une paroisse civile et un village du Leicestershire, en Angleterre.